# Silhouettea
A Silhouettea a csontos halak (Osteichthyes) főosztályának a sugarasúszójú halak (Actinopterygii) osztályába, ezen belül a sügéralakúak (Perciformes) rendjébe, a gébfélék (Gobiidae) családjába és a Gobiinae alcsaládjába tartozó nem.

## Rendszerezés
A nembe az alábbi 10 faj tartozik:
- Silhouettea aegyptia (Chabanaud, 1933)
- Silhouettea capitlineata Randall, 2008
- Silhouettea chaimi Goren, 1978
- Silhouettea dotui (Takagi, 1957)
- Silhouettea evanida Larson & Miller, 1986
- Silhouettea hoesei Larson & Miller, 1986
- Silhouettea indica Visweswara Rao, 1971
- Silhouettea insinuans Smith, 1959 - típusfaj
- Silhouettea nuchipunctatus (Herre, 1934)
- Silhouettea sibayi Farquharson, 1970